# 히로노촌 (야마가타현)
히로노촌(広野村)은 야마가타현 히가시타가와군에 설치되었던 촌이다.